# 穆涅卡斯山脈
穆涅卡斯山脈（西班牙語：Cordillera de Muñecas），是玻利維亞的山脈，屬於安第斯山脈中玻利維亞中部山脈的一部分，全長50公里，最高點海拔高度4,950米，該山脈蘊藏著豐富的礦物如鋅、鉛和銀。